# Irrintzi
Irrintzi (Cri en Basque) est une organisation nationaliste basque qui agit en Iparralde (nom basque pour le Pays basque du nord ou le Pays basque français), apparue en 2006 et active jusqu'en 2009.  Elle cible notamment la spéculation immobilière en attaquant des chemins de fer, des sites touristiques, des sièges de partis politiques, des maisons secondaires, des agences immobilières ou des terrains de golf, principalement avec des bombes artisanales. Le groupe revendique au total une trentaine d'actions.

## Histoire

### Contexte politique
La lutte contre la spéculation immobilière et la spécialisation de l'économie locale autour du tourisme est un combat historique du mouvement abertzale. Au milieu des années 2000, cette problématique est avivée par la hausse du nombre de résidences secondaires (plus de 40% à Biarritz et Saint-Jean-de-Luz notamment) et la multiplication des opérations foncières, alors qu'un nombre important de logements reste vacant. Le groupement foncier agricole mutuel Lurra (devenu Lurzaindia en 2013) et des partis politiques (notamment Batasuna) accusent ainsi les promoteurs immobiliers de provoquer une augmentation artificielle des prix des logements en bénéficiant de l'attractivité touristique de la région, rendant difficile le maintien d'une activité économique diversifiée, notamment agricole, et la possibilité d'obtenir un logement décent pour les populations les plus modestes.
Des manifestations réunissant plusieurs centaines de personnes ont lieu notamment à l'occasion de la tenue du Salon de l'immobilier à Biarritz le 10 mars 2007 (qui se termine en affrontements avec la police) et le 26 avril 2008, avec pour slogan "Euskal Herria ez da salgai" ("Le Pays basque n'est pas à vendre"). Des agences immobilières sont également régulièrement caillassées, actions qui ne sont pas revendiquées.

### Radicalisation de la lutte contre la spéculation immobilière
C'est dans ce contexte de "recrudescence des actions violentes dirigées contre le développement de l'immobilier" qu'Irrintzi revendique ses premiers sabotages en 2006 autour de Bayonne. 
En avril 2008, à travers un communiqué de presse, l'organisation annonce un durcissement de ses actions en s'adressant non seulement à l'État français, mais également à l’Organisation des Nations unies et affirme qu'« à défaut de pouvoir négocier la ou les solutions au conflit basque des deux côtés de la frontière nous menaçons la totalité du territoire français et espagnol d’actions armées ».
Irrintzi revendique par la même occasion trente attentats depuis 2006.
Ses déclarations sont habituellement annoncées par le slogan Euskal Herria ez da salgai (« le Pays basque n'est pas à vendre »).
Le chef célèbre Alain Ducasse, accusé par Irrintzi d'être un spéculateur et de « folkloriser » le Pays basque, a été forcé de quitter le Pays basque à cause des attaques constantes dont a souffert son restaurant.
En décembre 2009, la police arrête Stéphane Callou, son cousin Sébastien et Lionel Labeyrie. Seuls Stéphane Callou et Lionel Labeyrie sont inculpés, Sébastien Callou étant finalement libéré sans charge. Au cours de l'investigation plusieurs armes sont saisies à Soustons,. Stéphane Callou est condamné à 5 ans de prison, dont 30 mois avec sursis.
Plusieurs autres personnes sont arrêtées en 2010 et 2011 dans le cadre d'enquêtes sur des attentats menés contre des agences immobilières, sans que le lien avec Irrintzi soit prouvé,. Des actions aux modes opératoires similaires, notamment contre des résidences secondaires, ont été observées depuis le démantèlement de l'organisation, sans avoir été revendiquées. 
Irrintzi est parfois considéré comme lié à l'ETA dont elle serait le bras armé en France à la demande de Batasuna,, bien que cette position soit souvent contestée car sans preuve. L'organisation est également comparée à Iparretarrak,, dont la dernière action revendiquée date de 2003, qui ciblait également des acteurs de la spéculation immobilière. Dans une interview à l'hebdomadaire Argia en novembre 2009, Philippe Bidart estime qu'Irrintzi "ne suit pas le chemin le plus adéquat" pour atteindre ses objectifs.

## Liste des attentats
- 4 septembre 2009 : tirs contre un bâtiment de chantier à Angresse[32].
- 1er septembre 2009 : tirs contre deux agences immobilières à Seignosse dans les Landes[33].
- 19 août 2009 : tentative d'attentat à la bombe contre une agence immobilière à Bassussarry, dont Irrintzi est l'auteur présumé[34].
- Août : tirs contre deux voitures de vacanciers, attribué à Irrintzi[35].
- 29 juillet 2009 : saccage des terrains de golf de La Nivelle et de Chantaco à Saint-Jean-de-Luz[36].
- 23 juillet 2009 : tentative d'attentat contre le restaurant d'un golf à Saint-Jean-de-Luz, attribuée à Irrintzi[37].
- 10 mai 2009 : saccage de onze greens de golf de Chiberta à Anglet[38].
- 25 février 2009 : double attentat réussi contre une résidence secondaire et tentatives contre l'office de tourisme et le quartier de Chiberta à Anglet[39].
- 14 janvier 2009 : pose de plaques de béton contre le train reliant Paris à Hendaye[40].
- 25 décembre 2008 : attentat à la bombe contre une agence immobilière Guy Hoquet à Anglet et contre le Centre européen de rééducation du sportif à Capbreton[41].
- 28 octobre 2008 : fausse alerte à la bombe contre l'hôtel du Palais à Biarritz, le VVF d’Anglet, l’auberge Ostape de Bidarray et le domicile de Michèle Alliot-Marie à Ciboure, tirs contre des bâtiments en construction à Boucau et tentative d'attentat contre la ligne TGV entre Ondres et Boucau[42].
- 8 août 2008 : tentative d'attentat contre un village Pierre et Vacances à Arcangues, contre une voie du TGV entre Boucau et Ondres ainsi que devant l'office de tourisme d'Arcangues[43].
- 23 avril 2008 : attentat contre un office de tourisme et une agence immobilière Century 21[44].
- 25 février 2008 : double attentat contre une résidence secondaire à Anglet[15].
- 14 février 2008 : pose de plaque de béton sur une voie de TGV à Ondres[15].
- 26 décembre 2007 : attentat contre le poste de police à Boucau et tentatives d’attentat à Bidache[44].
- 15 août 2007 : tentative d'attentat au golf de Chiberta à Anglet, à proximité de l'hôtel Argia et à la villa Prinkipo à Anglet.
- 8 juillet 2007 : pose d'un engin explosif le long d'une ligne TGV à Ondres et contre un centre Pierre et Vacances et office de tourisme d'Arcangues.
- 11 avril 2007 : tentative d'attentat contre le siège du Parti socialiste à Bayonne et tirs contre une horloge de la gare SNCF de Boucau[45].
- Avril 2007 : série d'attentats sur la côte basque, dont à Saint-Jean-de-Luz contre des agences immobilières, avec comme slogan : Le Pays basque n'est pas à vendre[46].
- Août 2006 : pose d'explosifs contre le domicile secondaire de Michèle Alliot-Marie[47].
- avril 2006 : tentative d'attentat contre la sous-préfecture et l'office de tourisme de Bayonne et l’aéroport de Biarritz[48].